# Fracció de desintegració
En física de partícules i en física nuclear, la fracció de desintegració (o ràtio de desintegració) d'una partícula (o d'un nucli) és la fracció de partícules (o de nuclis) que es desintegren en un mode de decaïment individual donat respecte del nombre total de partícules que decauen. És igual al ràtio entre l'amplada de decaïment parcial i l'amplada de decaïment global de la partícula (o nucli) en qüestió.
Per exemple, el bosó Z té una fracció de desintegració del 20% en dos neutrins, és a dir, 1 de cada 5 vegades es desintegra en aquest canal particular.